# Ambre
Pour les articles homonymes, voir Ambre (homonymie).
L’ambre est une résine fossile sécrétée il y a des millions d'années par des conifères ou des plantes à fleurs. Il est utilisé depuis la préhistoire dans la bijouterie et pour des vertus médicinales alléguées mais jamais prouvées. L'ambre contient dans certains cas des inclusions d'organismes (animaux ou végétaux piégés dans la résine puis fossilisés) ; les gisements d'ambre fossilifère constituent une source d'information précieuse en paléontologie sur les espèces, le climat et les paléoenvironnements qui existaient au moment de la formation de cet ambre.
Bien que non minéralisé, l'ambre est parfois utilisé comme une gemme et présenté comme tel. Pour les scientifiques l'ambre est un « minéraloïde » : il ressemble à un minéral, mais n’en est pas un ; c'est une roche organique.

## Étymologie
Son nom provient de l'arabe anbar (ʿanbar, عنبر, ambre gris de ʿanābir, عنابر, cachalot), qui désignait primitivement l'ambre gris, concrétion intestinale du cachalot utilisée en parfumerie. La confusion de la résine et de la déjection marine est liée soit au fait que la résine fossile est rejetée par les vagues sur le littoral, sur les mêmes lieux où l'ambre gris est récolté ; soit au fait que les deux substances, végétale et animale, servaient à la fabrication de parfums.
Son appellation grecque ἤλεκτρον / ḗlektron serait à l'origine du terme « électricité », à la suite de la découverte par Thalès des propriétés électrostatiques de l'ambre (la triboélectricité).
Le mot « ambre » est utilisé pour désigner des variétés diverses de résines fossiles (dont le nombre est évalué, pour l'Europe seulement, à une cinquantaine). Le mot ne désigne pas cependant « toutes » les résines fossiles ; le copal par exemple est une résine fossile, mais n'est pas de l'ambre ; datant de quelques centaines de milliers d'années à 3-4 millions d'années seulement, le copal est une résine fossile plus jeune que l'ambre, et diffère de lui par sa solubilité dans l'alcool et l'éther.
Certains termes sont employés parfois comme synonymes de "ambre" :
- succin[8],[9] ;
- carabé[10] qui désigne l'ambre utilisé autrefois en médecine, ce dernier mot est lui aussi d'origine arabe[11].

## Préhistoire

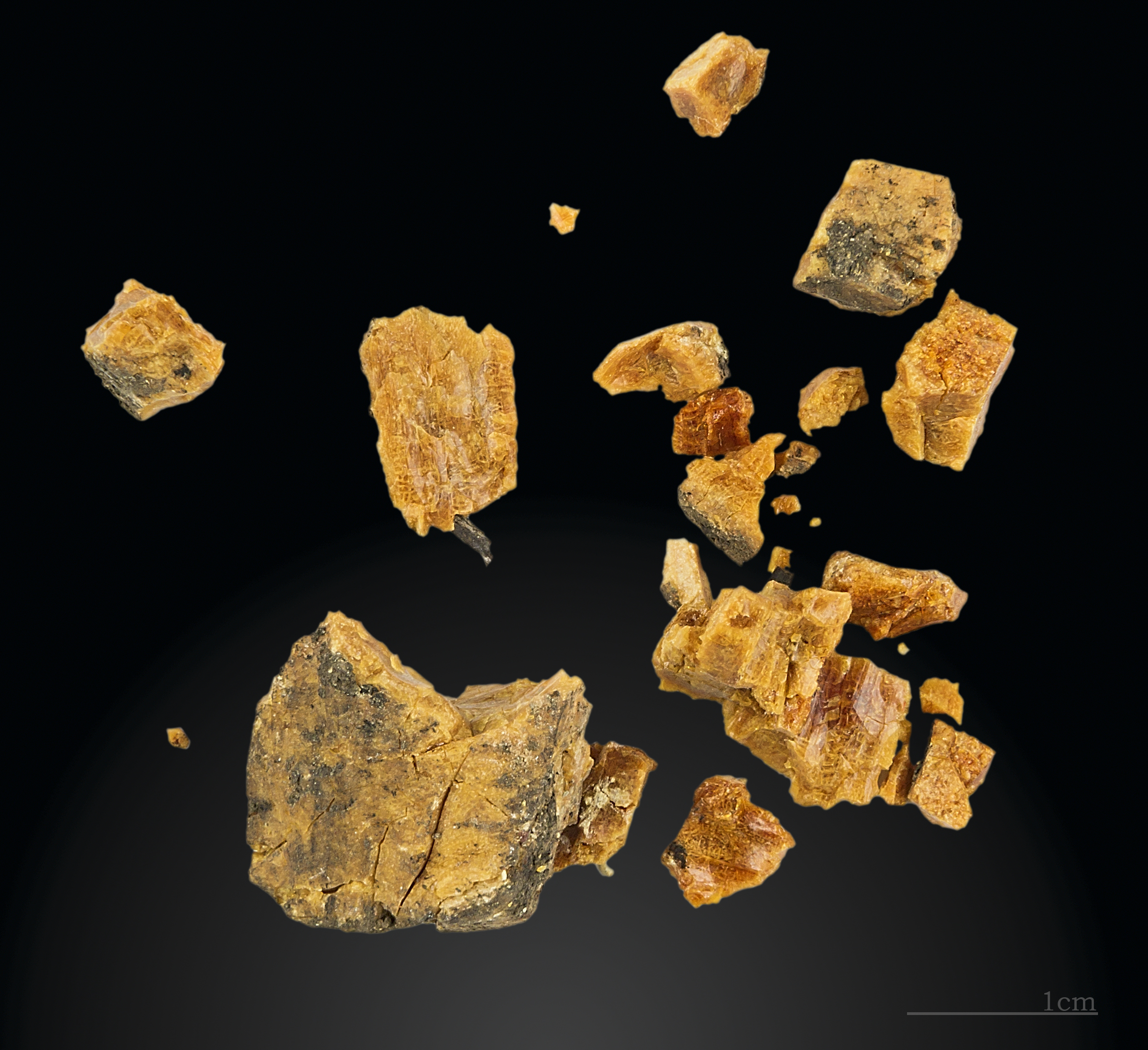
Fragments d'ambre découverts dans un site préhistorique en Espagne, grotte d'Altamira (Solutréen), muséum de Toulouse.

Depuis la Préhistoire, l'ambre est utilisé comme bijou sous forme de perles, de pendentifs, d'anneaux etc. Les archéologues découvrent des objets sculptés en ambre dans des sites qui remontent parfois au Paléolithique, notamment dans des nécropoles. Souvent l'ambre ne provient pas de gisements locaux mais a été importé ; il renseigne alors sur les échanges entre des populations éloignées géographiquement les unes des autres ; les routes de l'ambre descendent pour la plupart de la mer Baltique, où se trouvent les plus grands gisements d'ambre connus, pour rayonner dans d'autres régions. Les motifs sculptés et le style d'artisanat sont également des sujets d'étude et permettent d'identifier des ateliers anciens. Ont été découverts plus particulièrement des fragments d’ambre brut ou de pièces transformées dès l'Aurignacien ancien dans la grotte d'Isturitz, des restes de parure au Solutréen dans la grotte d’Altamira en Espagne ou des perles d'ambre dans les grottes d’Enlène et du Mas d’Azil au Magdalénien.

## Antiquité
Des objets en ambre de la Baltique ont aussi été découverts dans la chambre funéraire du pharaon Toutankhamon, qui date de - 1350 ; les Égyptiens de l'Antiquité et les Mycéniens importaient cette résine en empruntant la route de l'ambre. Les Celtes ont également utilisé l'ambre sous forme de perles. Des pièces d'art celtique en ambre nous ont été léguées par les Anglo-Saxons.
Les Grecs anciens, comme les Chinois par ailleurs, ont découvert qu’en frottant l’ambre jaune (qu'ils appelaient élektron), celui-ci attirait d’autres objets et produisait parfois des étincelles ; c'est l'origine de notre mot « électricité » (sous cette forme elle est dite « statique »).
Dans la Rome antique l'ambre a été associé à la jeunesse éternelle, car il semblait préserver des végétaux et des animaux, aussi les femmes en gardaient des morceaux en main, à la cour.
Pline l'Ancien identifie l’ambre comme le résultat d’une résine végétale s’écoulant de peupliers ou d’aulnes. Selon le poète Ovide, l'ambre ou la résine provient des larmes des arbres : lorsque les Héliades, filles d'Hélios furent métamorphosées en aulnes et en peupliers, elles continuèrent de pleurer la mort de leur frère, Phaéton. Leur mère tenta de les sauver et commença à arracher les écorces qui recouvraient leurs corps, alors elles la supplièrent : « Pitié ma mère, je t’en supplie ! C’est notre corps qui, avec l’arbre est déchiré. Et maintenant adieu ! L’écorce vient étouffer leurs dernières paroles. Il en coule des pleurs, et goutte à goutte se solidifie l’ambre, né des rameaux nouveaux. Le fleuve transparent le recueille et l’emporte aux femmes latines qui s’en pareront ».

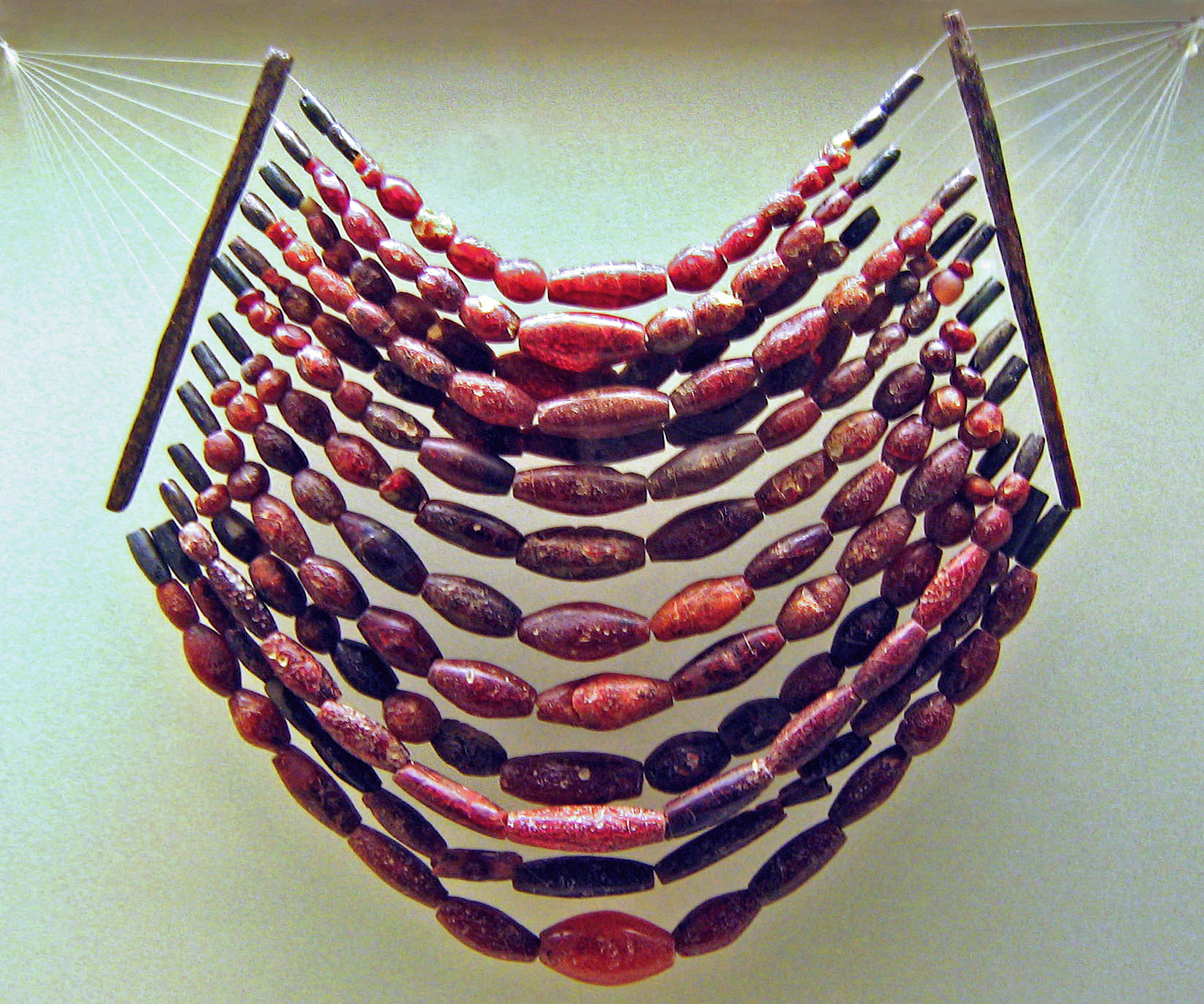
Collier d'ambre de la culture de Hallstatt.
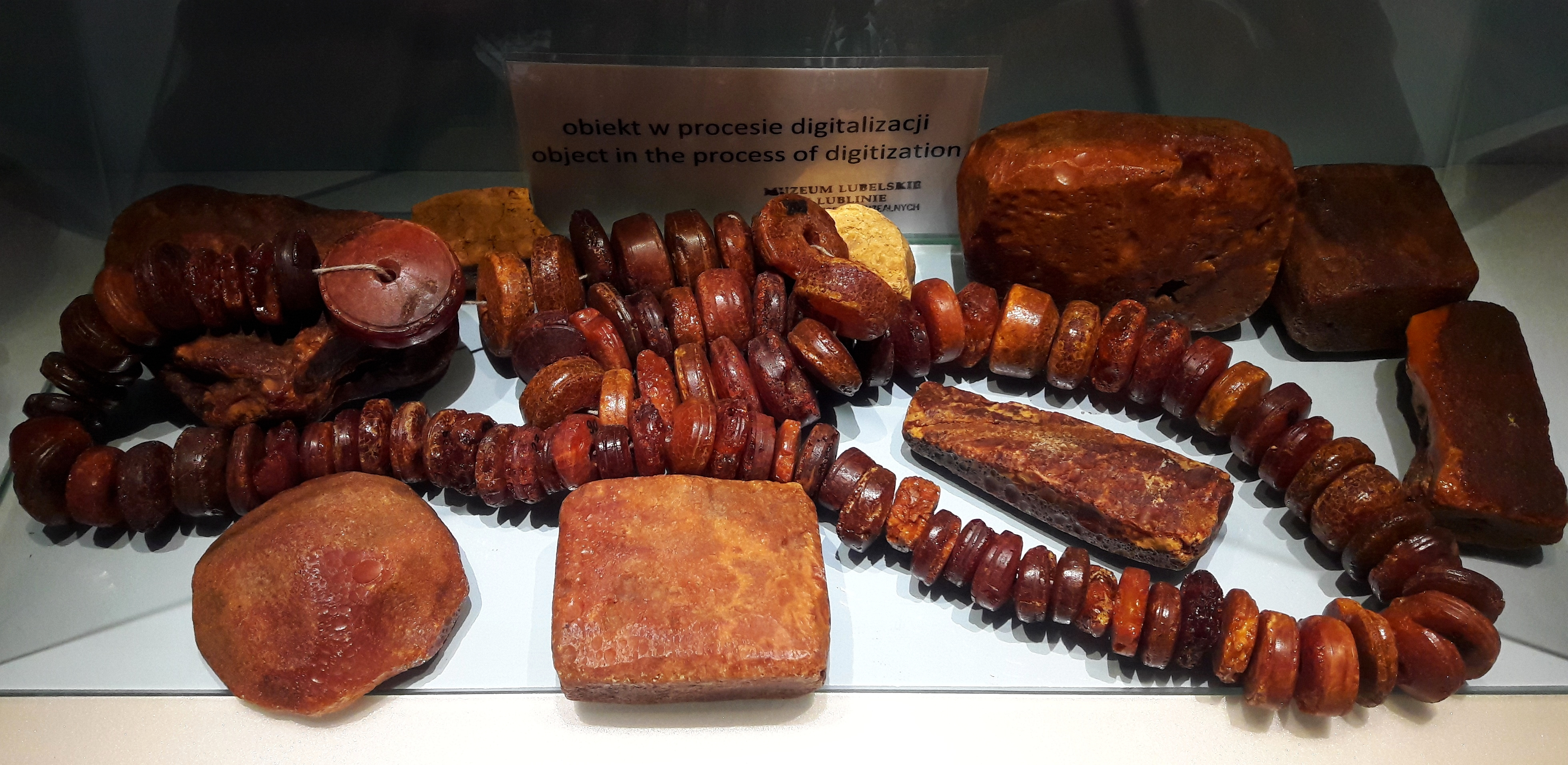
Trésor d'ambre de Basonia, Ve siècle. Musée de Lublin.

## Variétés et gisements

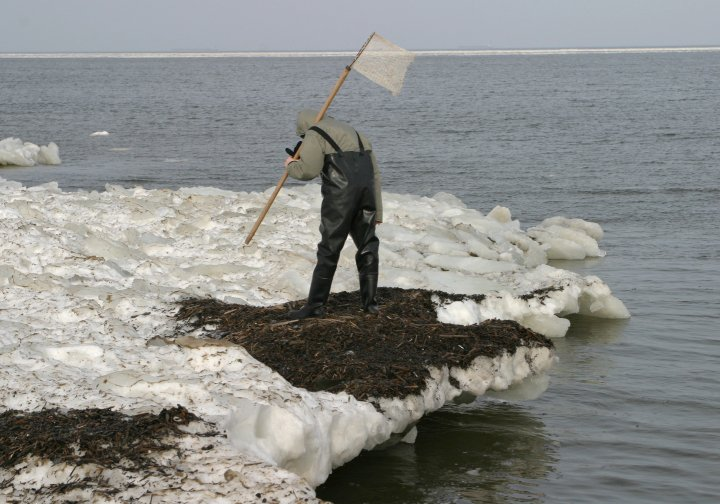
Pêcheur d'ambre de la Baltique près de Gdańsk ; les morceaux d'ambre proviennent d'un gisement sous-marin.

On estime à plus de 80 les variétés d'ambre existant dans le monde. Beaucoup d'entre elles ont donné lieu à des synonymies. L'ambre provient de gisements du monde entier. Il est évident que de nombreux dépôts d'ambre ont été détruits par les différents événements géologiques au cours du temps.
- L'ambre de la Baltique est également appelé succinite en raison de sa teneur importante en acide succinique (entre 3 et 8 %)[17]. Déposé il y a environ 44 millions d'années, il est le plus utilisé pour la fabrication de bijoux. Ses couleurs vont du jaune au noir en passant par le rouge, le blanc voire le bleu[18]. Les rivages de la mer Baltique renferment les gisements d'ambre les plus vastes et les plus connus.

Durant l'Éocène, la mer recouvre la région depuis l'ouest et la résine se détache des arbres et est emportée par la mer. Elle finira par se déposer dans les sédiments sur la côte Sud de la Sambie, maintenant appelée oblast de Kaliningrad (Russie), située entre la Pologne et la Lituanie. Ces terres bleu suie contenant l’ambre sont des glauconites. L’ambre y est exploité depuis 1 000 ans ainsi que dans la province russe de Palmnitsk (Iantarny) dans une terre bleue épaisse de 8 m avec 2,5 kg d’ambre par mètre cube.
- L'ambre de Birmanie ou burmite présente une faible teneur en acide succinique[18]. Il existe dans une gamme étendue de couleurs ; il date de 99 millions d'années. L'ambre birman est réputé pour ses inclusions de spécimens remarquables, et inhabituels dans l'ambre, notamment les inclusions de vertébrés permettant une meilleure connaissance de la paléofaune de cette région[20], et aussi d'araignées. Il y aurait là une biodiversité plus élevée que dans n'importe quel autre gisement de fossiles connu de tout le règne des dinosaures. Outre des lézards, serpents, amphibiens, petits oiseaux Enantiornithes, cet ambre a révélé un fragment de queue de dinosaure à plumes semblant même abriter des traces de sang. 
Cet ambre pose des questions éthiques aux chercheurs du fait que le trafic illégal d'ambre contribue à alimenter le conflit armé birman. De plus, les chercheurs ne peuvent pas toujours travailler in situ pour dater l'âge et de ces fossiles, or un stock mis sur le marché provient d'une large gamme d'époques (5 millions d'années au moins)[21]. Enfin, le risque existe d'acheter des faux ou de l'ambre venant d'une autre source (ainsi le premier soi-disant fossile de tortue dans de l'ambre était un faux)[21].

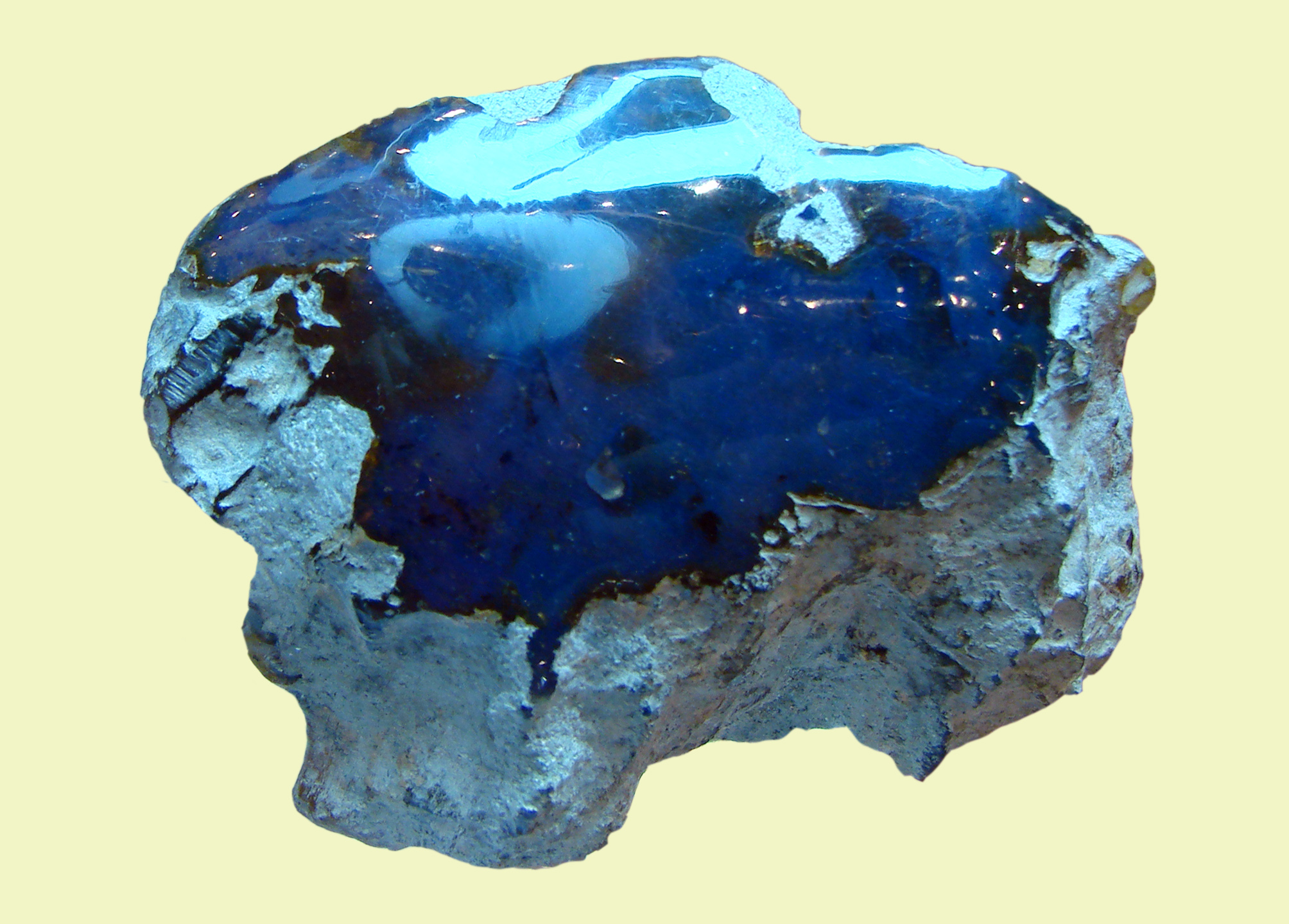
Ambre dominicain de couleur bleue.

- L'ambre dominicain (de la République dominicaine est bien plus jeune que l'ambre de la Baltique, et l'ambre de Birmanie (environ 16 millions d'années). Il est transparent, de couleur orange, miel ou bleue. Les gisements difficiles d'accès rendent l'extraction particulièrement délicate. Il présente de nombreuses inclusions végétales et animales.
- L'ambre du Liban date d'environ 130 millions d'années ; il est de couleur jaune, orange, rouge[18]. Ses inclusions biologiques sont parmi les plus anciennes au monde (voir Gisements d'ambre).
- L'ambre de Paris, ou "succin" est connu depuis le XIXe siècle dans divers sites fossiles du Bassin Parisien datés de l'Yprésien (environs 55 Ma)[22]. Il est produit par une Fabaceae du genre Daniellia ou Hymenaea [22],[23] . Cette ambre est réputée pour ses inclusions d'insectes très nombreux [24] mais aussi de fleurs et de grains de pollens[25] .
- Ruménite, ou roumanite : cet ambre provient, comme son nom l'indique, de Roumanie ; il date de l'Oligocène ; il est transparent, de couleur brun-rouge, et apprécié pour sa beauté[18].
- Glésite : c'est l'ambre de Bitterfeld en Allemagne.
- Siménite, ambre de Sicile, date du Miocène ; de couleur jaune et rouge, il est utilisé pour créer des bijoux. Ses gisements sont épuisés[18].
- Ajkaite, venant de Ajka en Hongrie, près de Budapest et datant du Crétacé.
- On trouve un gisement important datant de 5 à 20 millions d'années[26] à Simojovel dans le Chiapas, dans le sud du Mexique.
- En Ukraine, l'exploitation de l'ambre, qui n'est pas réglementée, provoquerait une catastrophe écologique, avec la destruction des forêts et des sols[27]. Le président ukrainien Petro Porochenko estime en 2015 que 90 % de l'ambre était extrait de manière illégale ; son successeur Volodymyr Zelensky estime en 2019 que le marché noir représente 500 millions de dollars par an[27].

## Inclusions biologiques

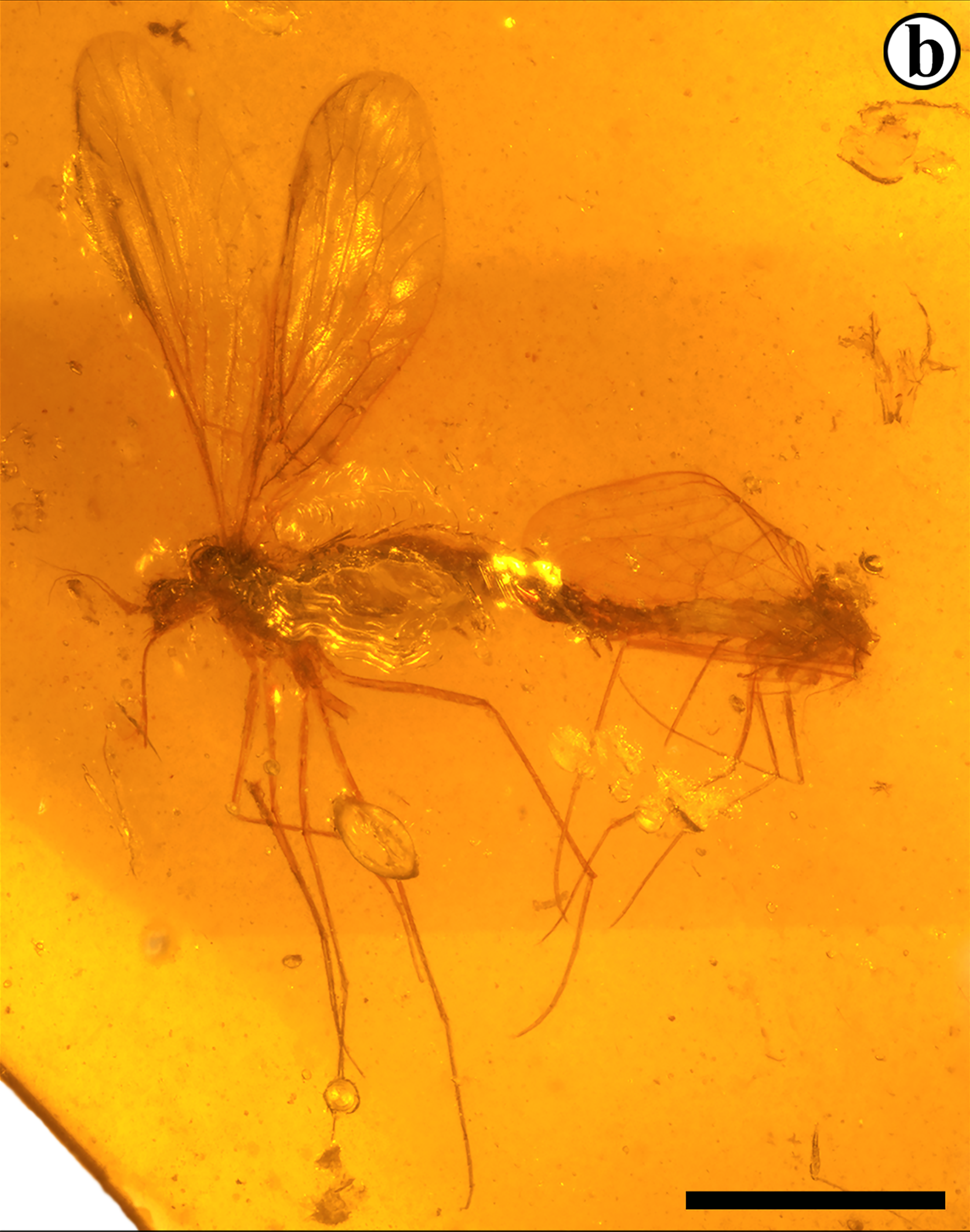
Parapolycentropus paraburmiticus, ambre de Birmanie
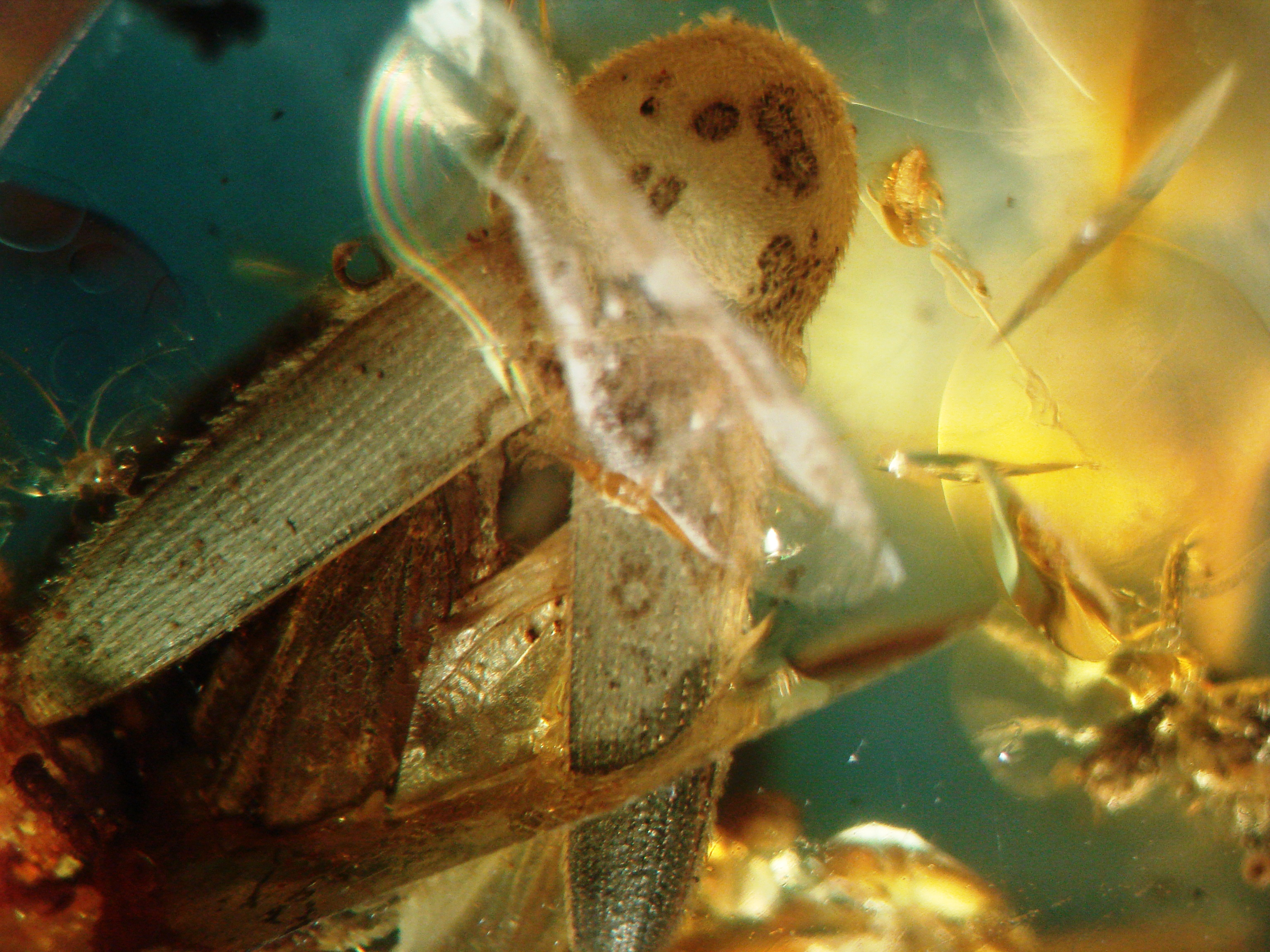
Elateridae, ambre de la Baltique.
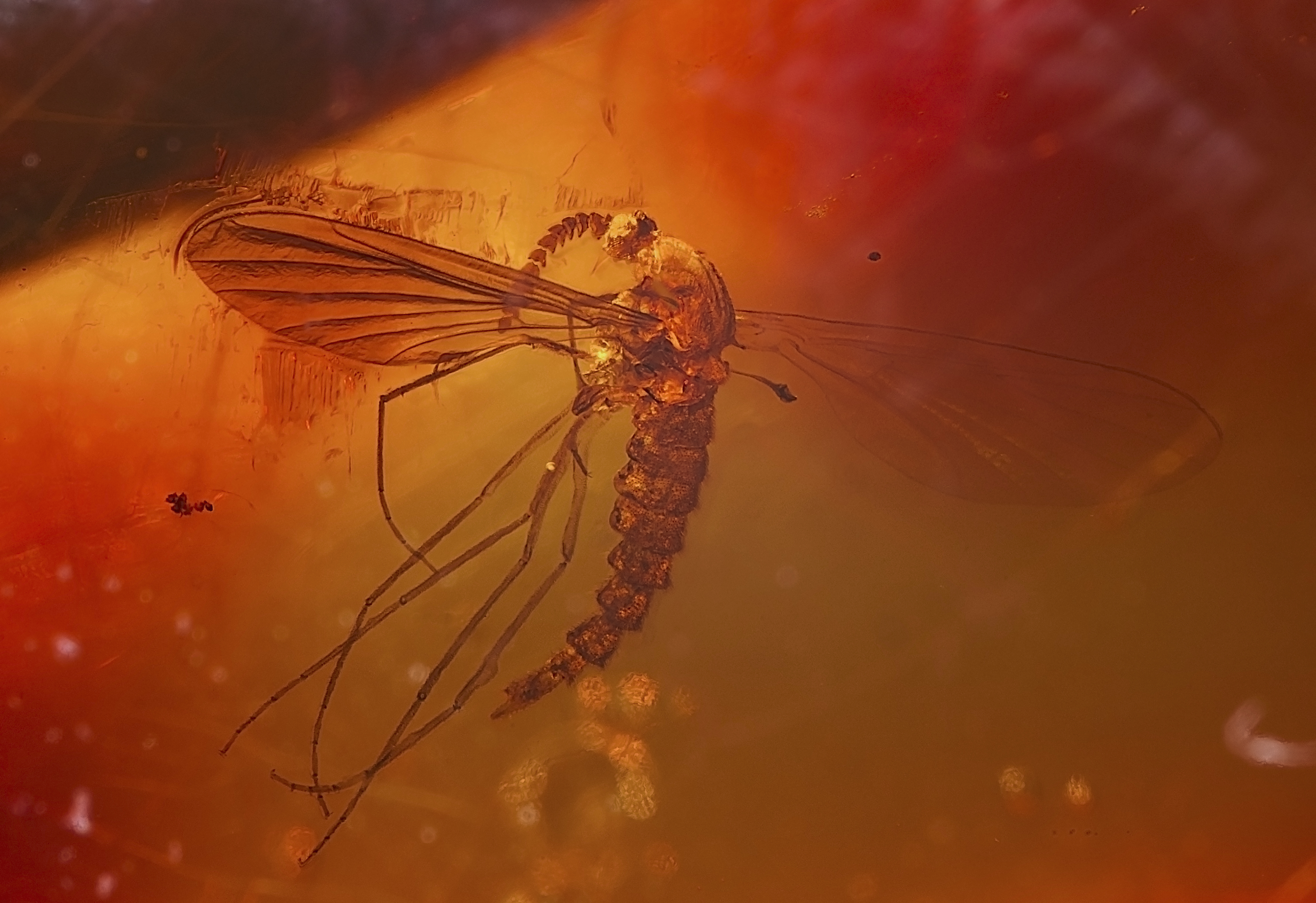
Moustique - Miocène, ambre dominicain.
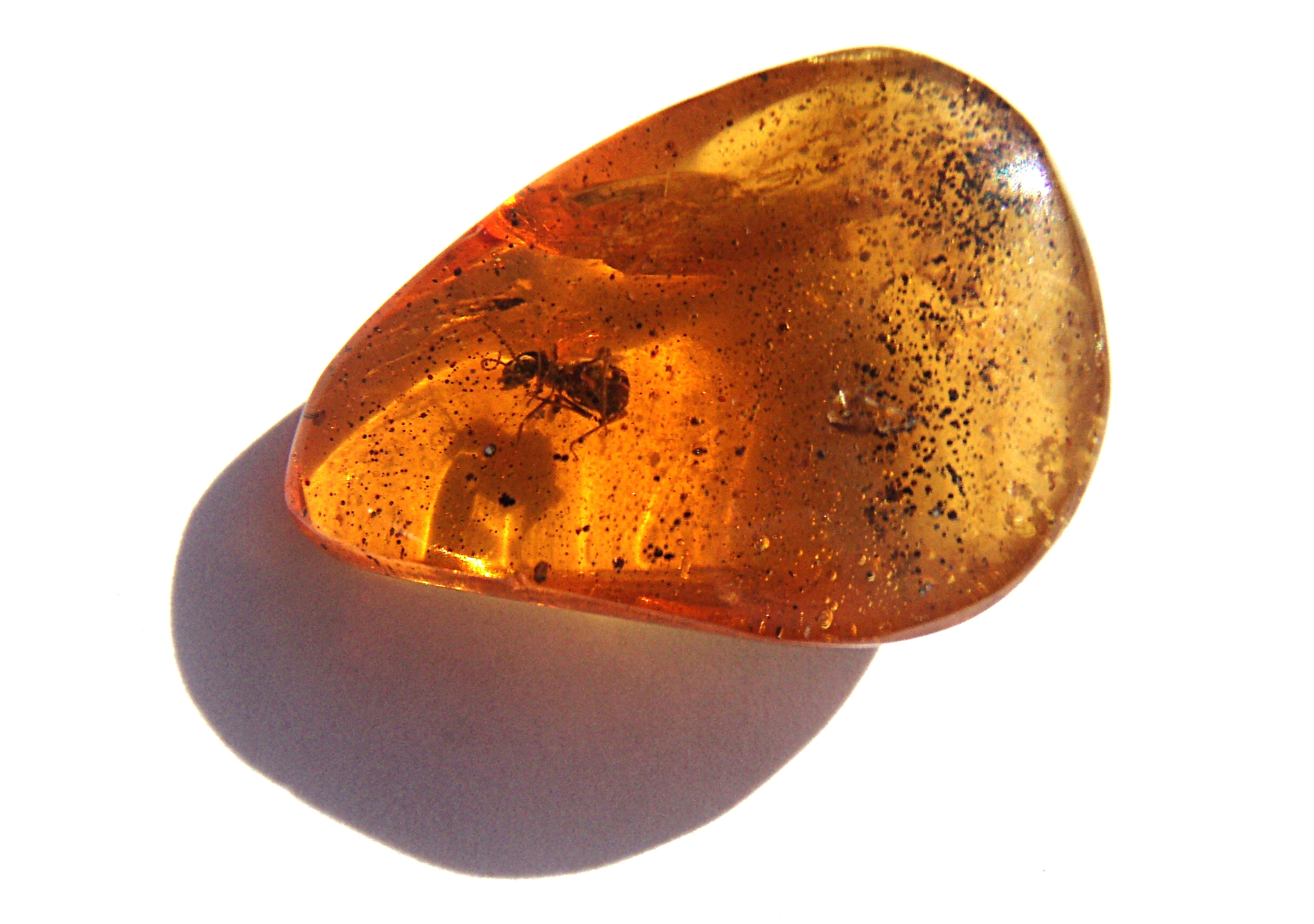
Fourmi dans de l'ambre.
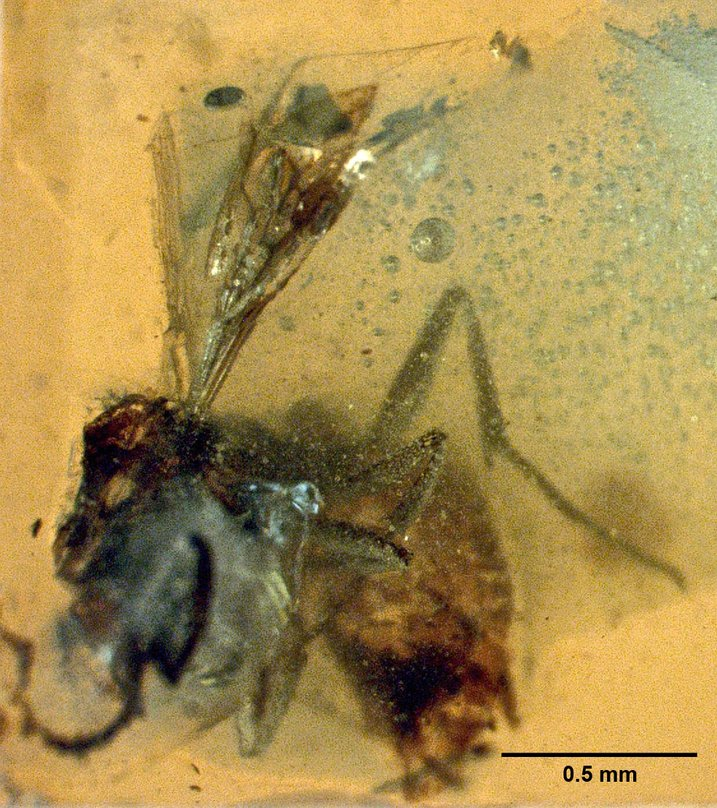
Haidomyrmodes mammuthus,ambre des Charentes (94-100 millions d'années).

L'ambre étant une résine exsudée par des arbres il y a plusieurs millions d'années, il renseigne les scientifiques sur des espèces très anciennes, souvent disparues, de plantes terrestres et d'animaux. Pollens, insectes, oiseaux ou amphibiens peuvent être piégés dans des inclusions qui préservent le matériel génétique des espèces ainsi capturées. La proportion de ces inclusions est relativement faible ; en Espagne par exemple, sur 100 gisements d'ambre, seuls 7 sont fossilifères. La présence ou non de spécimens de faune fossile inclus dans l'ambre est liée à la viscosité et au volume des coulées, les animaux parvenant généralement à se dégager de la résine, quitte à y laisser une patte ou une plume ("sacrifice" appelé autotomie). Victimes probablement d'une coulée massive, des lézards atteignant 10 cm ont été découverts dans l'ambre. Les invertébrés sont englués en plus grand nombre que les vertébrés (des myriapodes, scorpions, araignées, pseudoscorpions, tiques, mites, etc. ; la proportion de diptères est de 73 %, celle de coléoptères, de 6 %). La plupart des inclusions représente généralement la faune vivant le long du tronc ou des branches de l'arbre producteur de résine. Il y a seulement 0,4 % de plantes dans les inclusions, peut-être parce que les cycles des plantes ne correspondaient pas à celui de la formation de la résine (les sécrétions de résine étaient possiblement saisonnières).

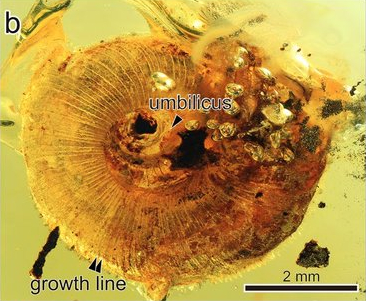
Coquille d'Archaeocyclotus plicatula, Crétacé supérieur, ambre de Birmanie.

Le livre Jurassic Park (puis le film de 1993) a popularisé l'idée selon laquelle il était possible de recueillir du sang dans de l'ambre. Des scientifiques ont réussi dès les années 2000 à identifier de telles traces. Elles pourraient contenir de l'ADN fossile, mais il reste à trouver une méthode pour le recueillir et l'analyser. En juillet 2002, Éric Geirnaert, auteur d'un ouvrage sur l'ambre, publie les photographies d'une découverte de sang de vertébré piégé dans la matrice fossile d'un ambre. Un lézard, piégé dans de la résine, aurait détaché sa queue pour se dégager, laissant son appendice au sein de la matrice d'un morceau d'ambre, accompagné de traces de sang. En 2005, David Penney (chercheur à l'université de Manchester) a montré qu'il était possible de retrouver de l'hémolymphe (l'équivalent du sang chez les arthropodes) à proximité d'araignées emprisonnées dans de l'ambre fossile, vieux de 20 millions d'années, provenant de la République dominicaine. Ces épanchements ont été retrouvés autour de membres sectionnés de deux araignées de la famille des Filistatidae, les animaux pris au piège ayant vraisemblablement cassé leurs membres en tentant de se libérer.
De nouvelles techniques permettent d'étudier les inclusions dans des ambres opaques auparavant inaccessibles aux chercheurs, de les représenter en 3D avec une très grande précision, et même de les extraire virtuellement d'une résine datant d'environ 100 millions d'années. Les analyses spectroscopiques et chromatographiques déterminent l’origine botanique des ambres et donnent des indices pour la reconstitution des paléoenvironnements terrestres.
En 2017, des chercheurs ont fait la découverte d'un fossile d'oisillon vieux de 100 millions d'années préservé dans de l'ambre, il s'agit du fossile d'oiseau le plus complet trouvé jusqu'à ce jour[Quand ?][réf. nécessaire].
De fausses inclusions existent. Les faussaires savent fabriquer des pièces contenant une inclusion, avec de l'ambre. Cet artisanat ne concerne généralement que les inclusions rares (scorpions, vertébrés, fleurs, etc.).

## Critères d'authentification

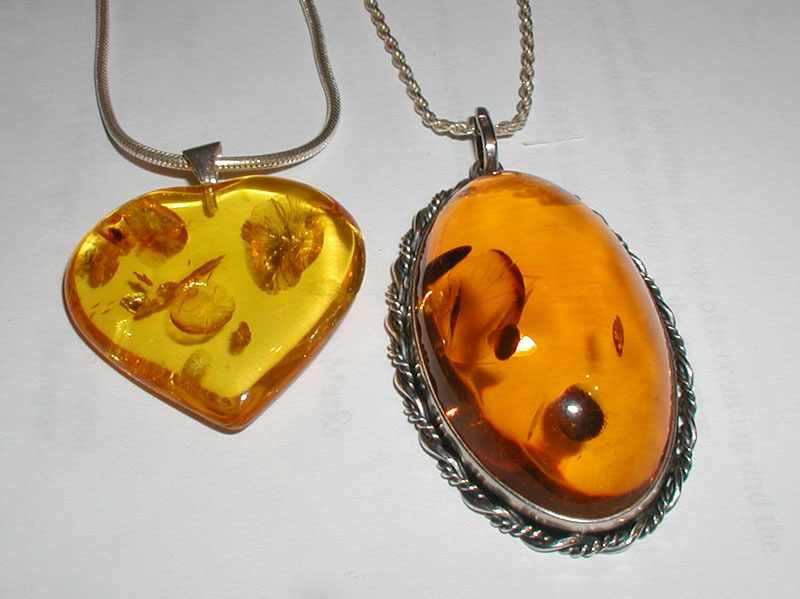
Pendentifs en ambre « fondu ».

Du fait de la rareté de certains ambres, de nombreuses pièces contrefaites sont commercialisées. Les principaux matériaux utilisés par les faussaires sont le plastique et le copal. Le terme générique « plastique » regroupe ici : ambre naturel, ambre pressé, ambre fondu, ambroïde, polybern, bakélite, celluloïd, galalithe, plastique vrai, érinoïd, catalin, cellon.
Il existe de nombreux tests permettant d'« authentifier » une pièce d'ambre (c'est-à-dire un ambre natif). Cependant, une réponse positive à un seul (ou même plusieurs) de ces tests ne suffit pas toujours à valider la qualité d'ambre. La majorité de ces tests peuvent détériorer définitivement les spécimens. Un simple choc thermique peut faire éclater la pièce.
- Chaleur : Placer une aiguille chauffée à blanc sur l'ambre, l'ambre dégage une odeur de résine de pin, l'aiguille laisse une marque blanche, qui effrite l'ambre et le copal. À l'inverse, une pièce en plastique dégage une odeur âcre, l'aiguille laisse une marque noire et colle au point de chauffe.
- Acétone : Frotter l'ambre avec un coton imbibé d'acétone (ou de dissolvant à vernis à ongles). L'ambre ne se dissout pas, à l'inverse de certains plastiques utilisés pour les contrefaçons. Le copal peut devenir collant.
- Eau chaude : Plonger la pièce dans l'eau chaude, l'ambre dégage une odeur de pin brûlé, certains plastiques, utilisés pour les contrefaçons, une odeur camphrée ou phénolée.
- Alcool : Plongé dans l'alcool, l'ambre est attaqué lentement, alors que certaines matières plastiques peuvent l'être rapidement.
- Grattage : Grattés avec un couteau ou une aiguille, l'ambre et le copal s'effritent.
- Flottaison : Plonger le morceau dans un mélange de 25 cl d'eau et de 4 centimètres cubes de sel. L'ambre et le copal flottent, certains plastiques coulent.
- Frottement : Frotter l'ambre avec un chiffon pour avoir une réaction électrostatique. L'ambre est très électrostatique, la réaction est vérifiable sur les cheveux, des pailles ou des petits bouts de papier. Certains plastiques de contrefaçons ne provoquent qu'une faible réaction électrostatique, ce qui permet de garantir qu'il ne s'agit pas d'ambre. Cependant d'autres plastiques peuvent provoquer une forte réaction.
- Fluorescence : Placés sous ultraviolet, certains ambres peuvent donner lieu à de la fluorescence.

## Composition chimique
L'ambre consiste en une fossilisation de certaines résines végétales. Voici les principaux caractères de la succinite, une des molécules des ambres[réf. nécessaire] :
- minéraux organiques amorphes ;
- formule brute : C40H64O ;
- densité : d=1,05 -1,10 ;
- propriétés : tendre, fragile, flotte sur l'eau salée même légèrement, comme c’est le cas de la mer Baltique ;
- couleurs : jaune, orangé, brun foncé, pouvant aller jusqu'au brun noir opaque, verte, bleu ;
- éclat : résineux à gras ;
- transparence : transparent, translucide, opaque ;
- comportement : mou à 170 °C et détruit à 300 °C ; il devient noir lors de l’oxydation.

La résine est constituée d'isoprènes, molécules comprenant cinq atomes de carbone. Sous certaines conditions de chaleur et de pression et après une longue période (pouvant atteindre un million d'années), l'isoprène se polymérise, permettant la solidification du tout sous forme d'ambre. Différents processus interviennent aussi : oxydation, fermentation et la formation d’ambre à l’extérieur (79 % des ambres : gouttes stalactites, coulées) ou à l’intérieur (12 % : lamelles ou plaques coincées entre l’écorce et le tronc et qui ont encore souvent la marque de l’écorce) du tronc suivent des processus qui ne sont pas exactement les mêmes.
En 1890, Hugo Conwentz utilise le terme Pinus succinifera (tr) pour désigner l'ensemble des conifères à l'origine des ambres baltes. Cependant, bien que les différents ambres baltes soient relativement proches du point de vue physico-chimique, il est peu probable qu'ils soient tous issus d'une même espèce de conifère. En effet, la période durant laquelle ces ambres apparaissent s'étale sur 18 Ma. Ces arbres poussaient dans les forêts tropicales de la province du « Sambian » il y a 40 à 55 Ma. La production pathologique de résine pourrait être due à des changements climatiques, par exemple des gels précoces, ou des changements dans le sol, par exemple augmentation des sels. À cause de la production extraordinaire de sève, ces arbres croissaient lentement.
Malgré ces constatations, l'origine des ambres baltes reste discutée. Leurs origines pourraient ainsi se trouver parmi les Arecaceae, Fagaceae, Pinaceae ou les Cupressaceae.
Les ambres baltes verraient donc leurs origines au sein des gymnospermes, alors que le copal serait issu des angiospermes (plantes à fleurs). Cependant, d'après Éric Geirnaert (2002), la présence de l'alpha-amyrine (d)  (substance caractéristique des angiospermes) dans certains ambres baltes pourrait signifier que ces ambres peuvent avoir des plantes à fleurs pour origine, si les traces ne sont pas issues d'une contamination.

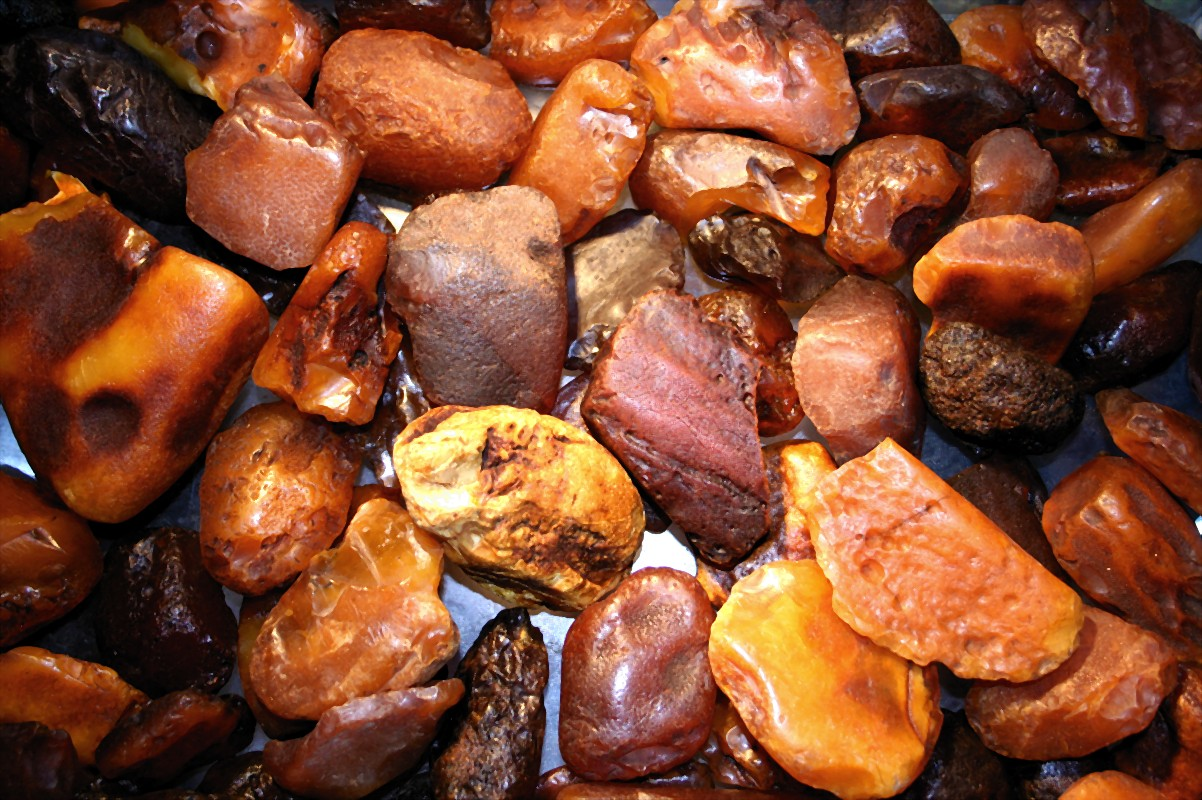
Ambre brut de la Baltique.
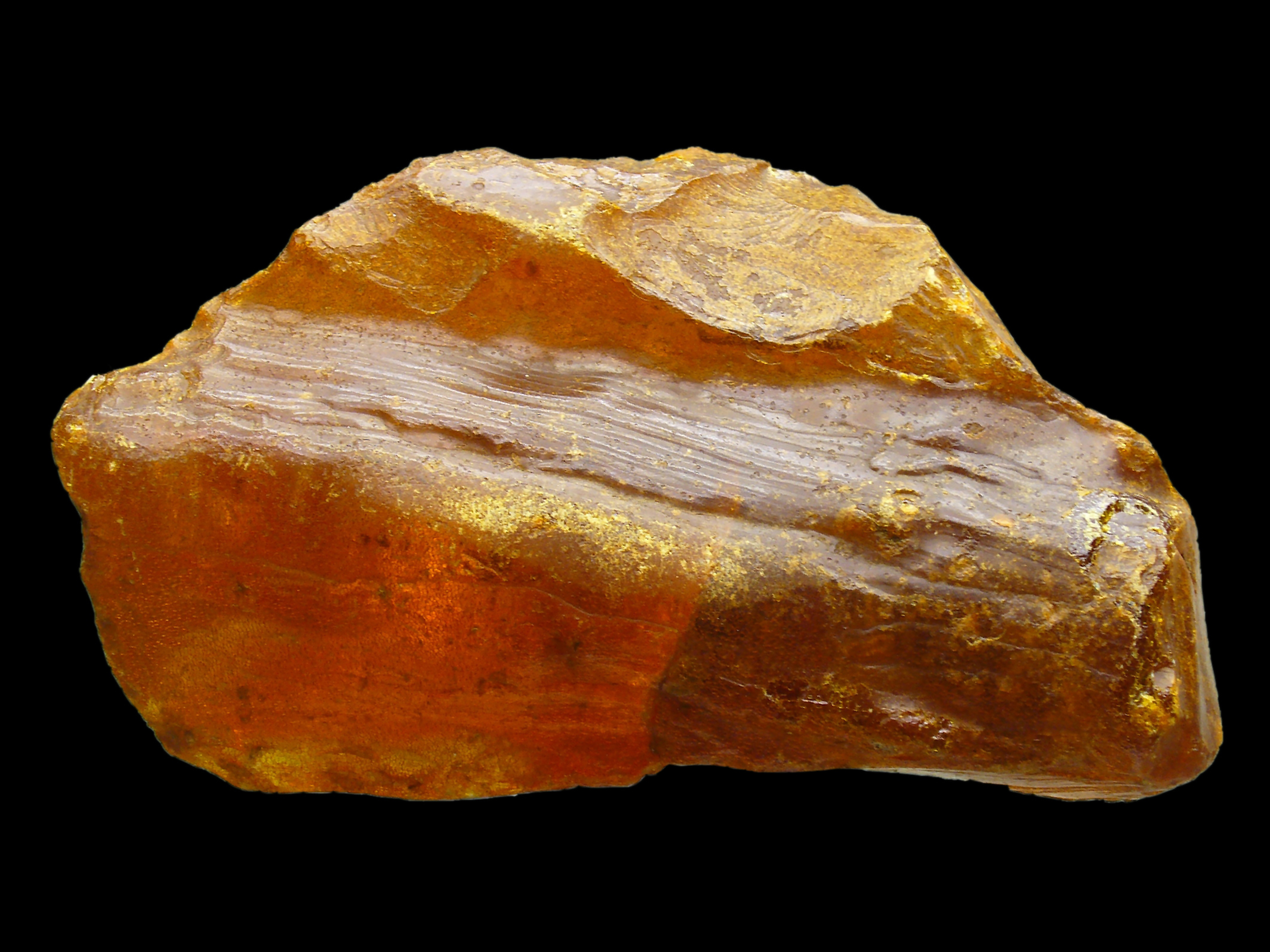
Ambre brut de Colombie.

## Utilisations

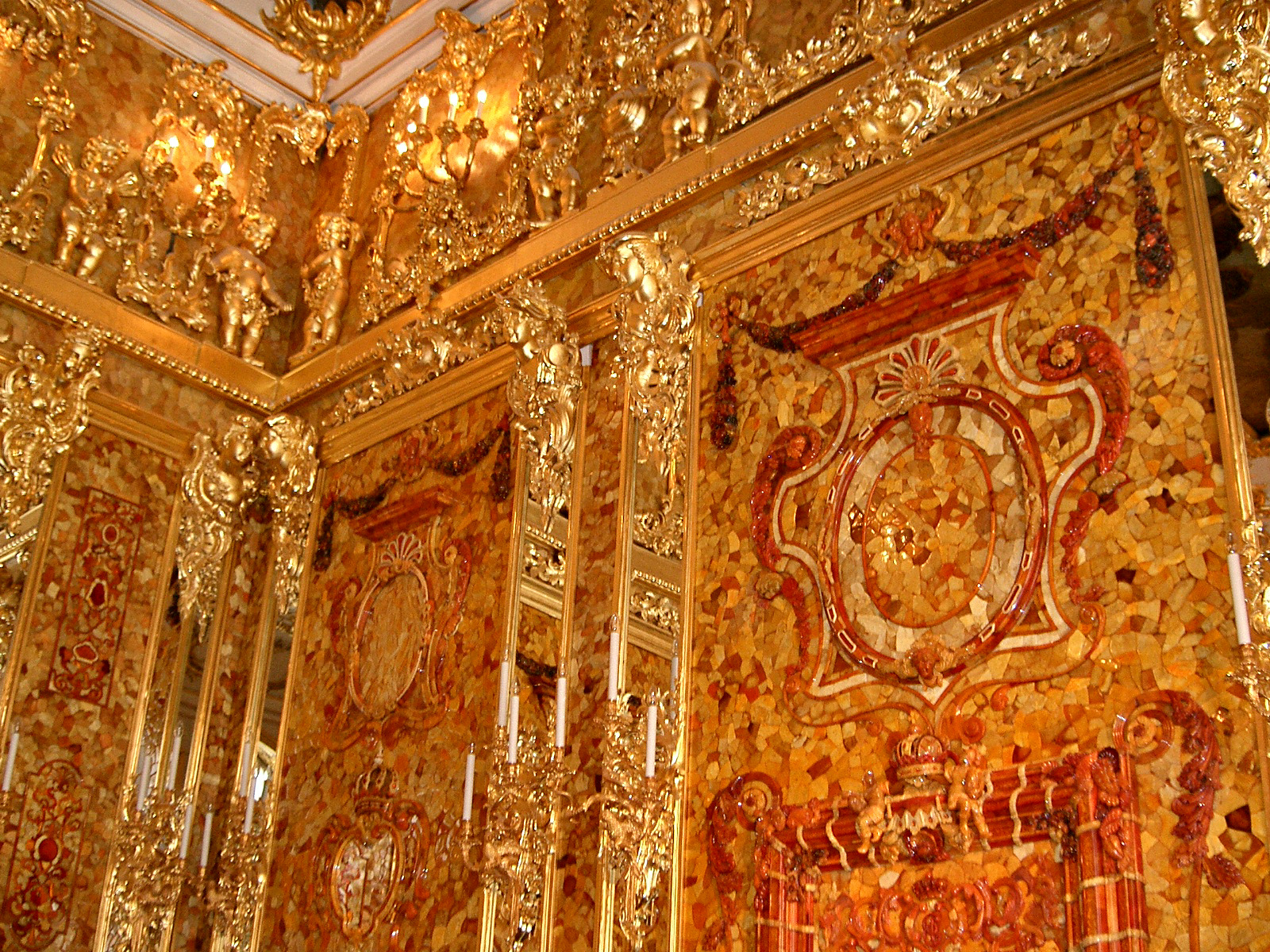
La Chambre d'ambre dans le Palais Catherine, Saint-Pétersbourg, a été reconstituée avec de l'ambre provenant de Kaliningrad.

### Artisanat, industrie
L'ambre est utilisé pour la confection de médiums oléo-résineux et de vernis. Les peintres l'utilisent aussi pour réaliser des glacis à l'huile.
L'ambre sert à fabriquer des bijoux.
Une pièce aux murs recouverts d’éléments sculptés dans de l'ambre baptisée la « Chambre d'ambre », fut offerte au début du XVIIIe siècle par le roi de Prusse Frédéric-Guillaume Ier au tsar de Russie Pierre le Grand et fut installée au palais Catherine à Tsarskoïe Selo.

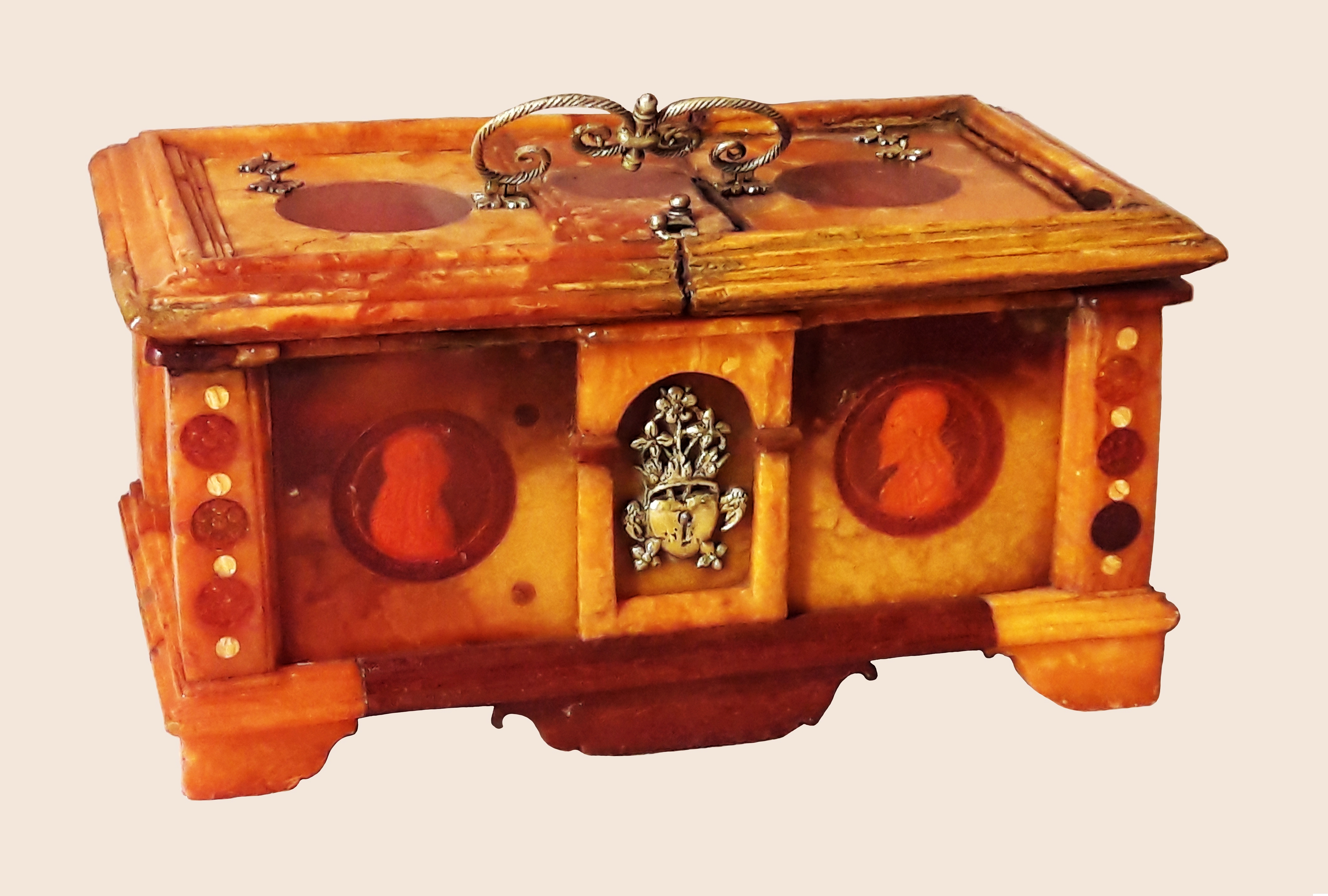
Encrier en ambre du roi Sigismond III Vasa, années 1590[35].
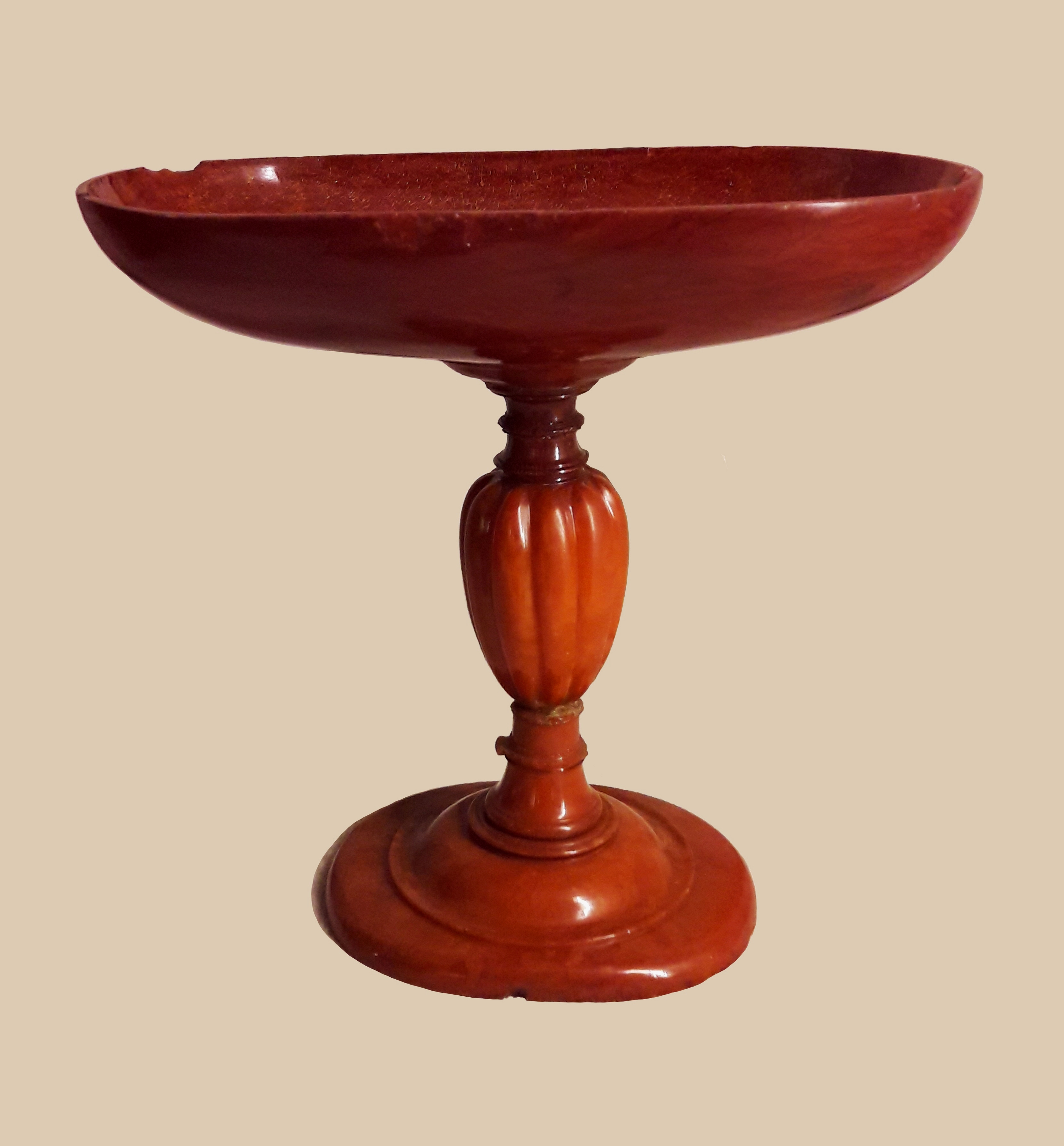
Bol en ambre du même roi, années 1590.

### Parfumerie
Ne doit pas être confondu avec Ambre gris.
Dans la Chine ancienne, on brûlait de l'ambre lors de grandes festivités ; le parfum est celui du bois de pin. L'ambre chauffé produit de l'huile d'ambre qui était autrefois combinée avec de l'acide nitrique pour créer un « musc artificiel » - une résine avec une odeur musquée. Dans la parfumerie moderne, l'ambre est peu utilisé parce qu'il dégage trop peu de parfum ; en revanche des parfums sont souvent créés et brevetés sous ce nom, pour mobiliser l'image de la chaleur dorée opulente associée à la résine fossile.

### Médecine, magie
L'huile d'ambre (de) était jadis[évasif] utilisée comme antihystérique et emménagogue[Où ?][réf. nécessaire].
Selon une affirmation reposant sur la prétendue action de l'acide succinique, l'ambre en poudre aiderait à lutter contre la dépression et l'angoisse, aurait une action bénéfique sur les voies respiratoires, arrêterait les saignements de nez, permettrait d'éviter les fausses couches[réf. nécessaire].
Selon une croyance populaire, le collier d'ambre pour bébé limiterait les souffrances dues à la pousse des dents de lait chez les jeunes enfants. Pourtant, aucune preuve scientifique n'atteste cette propriété. Au Moyen Âge, en France, l'ambre en poudre était l’ingrédient de certains philtres d’amour, peut-être par analogie avec son pouvoir « magnétique », ou plus exactement électrique[réf. nécessaire].
L'ambre est également utilisé depuis des milliers d'années en médecine traditionnelle chinoise et en médecine taoïste pour traiter de nombreux types d'affections liées aux troubles psychiques, rejoignant l'utilisation que l'on en fait en Europe[réf. nécessaire].

## Symbolique et croyances
Dans l'Antiquité l'ambre, associé à Apollon, passait pour réchauffer le cœur et transmettre l'énergie solaire. Un collier d'ambre posséderait ainsi le pouvoir de réchauffer et l'on en mettait au cou des jeunes enfants.
Les noces d'ambre symbolisent les 34 ans de mariage dans la tradition française. Il est parfois dit que « l'ambre porte en lui la mémoire ».
Un anneau d'ambre, porté en permanence par un homme, permettrait de garder confiance en sa virilité. Les Chinois sculptaient dans l’ambre de petits animaux qui étaient censés favoriser la fécondité. Un anneau de poignet porté par une femme et provoquant des rougeurs, indiquerait que cette dernière est adultère.
Les Slaves ont associé l'ambre aux larmes pétrifiées des dieux. Il servait de talisman de protection, en particulier contre les enlèvements d'enfants. Il symbolisait aussi le lien éternel du mariage.